# 슈메를랴

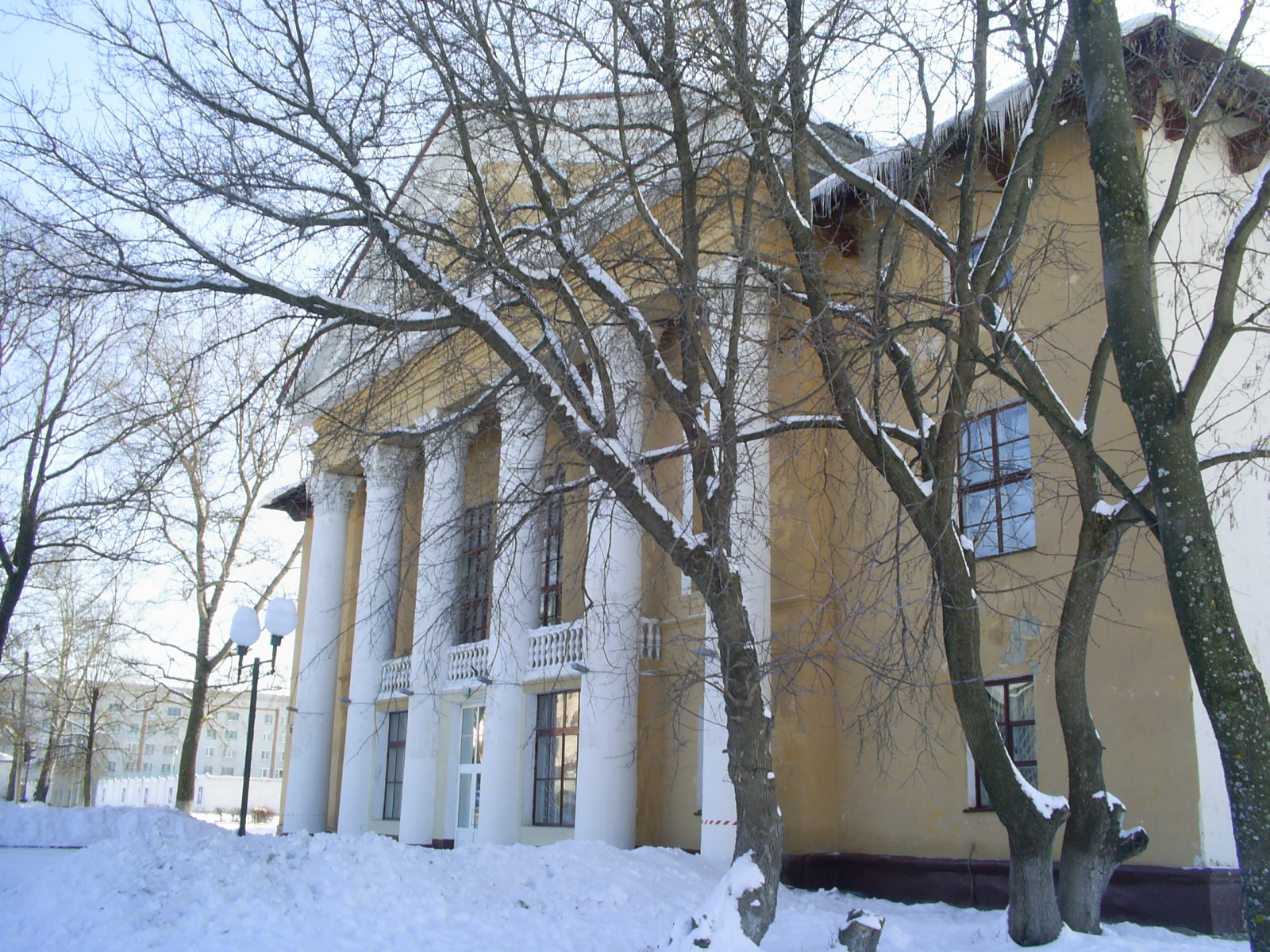

슈메를랴(러시아어: Шумерля, 추바시어: Çĕмĕрле)는 추바시 공화국의 도시이다. 수라강의 우안에 위치하고 니즈니노브고로드~울리야놉스크 고속도로 연결 지점에 위치해 있다. 인구는 3만 6,239명(2002년); 3만 5,000명(1974년)이다.

## 주민
68%가 러시아인, 24%가 추바시인, 기타 모르도바인, 타타르족, 우크라이나인이 거주하고 있다.